# Characidium rachovii
Characidium rachovii är en fiskart som beskrevs av Regan, 1913. Characidium rachovii ingår i släktet Characidium och familjen Crenuchidae. Inga underarter finns listade i Catalogue of Life.